# Arrel alar

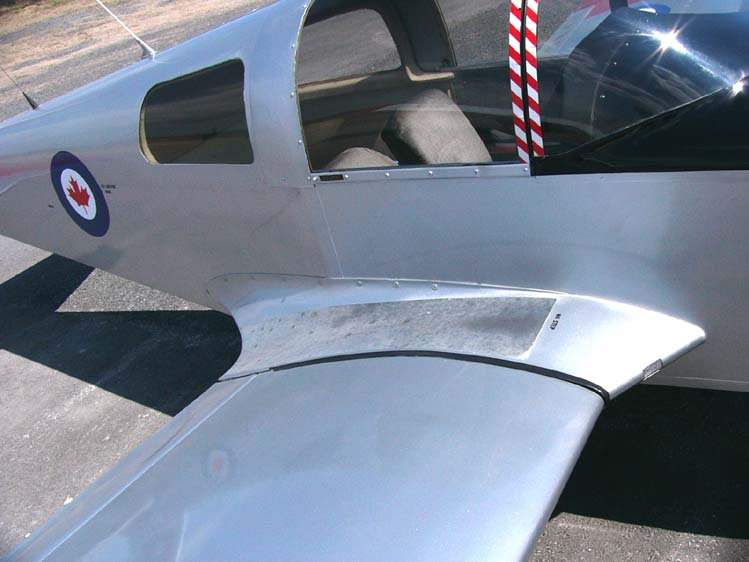
Arrel alar amb carenat en un avió lleuger American Aviation AA-1 Yankee

Una arrel alar és la part de l'ala d'una aeronau d'ala fixa més propera al fuselatge. L'arrel alar sol ser fàcil d'identificar en les aeronaus configurades en un monoplà simple. En els avions amb ala de para-sol o alguns tipus de cues múltiples, les ales poden mancar d'arrel clara. L'extrem oposat de l'ala és la punta alar.
Com que l'arrel és el punt en el qual l'ala s'ajunta al fuselatge, es tracta d'una zona de transmissió d'esforços importants entre l'ala i el mateix fuselatge. En especial, transmet els esforços provocats per la sustentació de l'avió, que hi produeix un moment flector significatiu. És una de les zones més crítiques del disseny dels avions i, per tant, se n'ha de posar a prova la resistència abans de poder comercialitzar un avió.
No tots els avions tenen arrels alars, sinó només els que tenen les ales i el fuselatge separats. Les ales voladores, per exemple, no en tenen, malgrat que els esforços relacionats amb la sustentació també es concentren al mig de l'estructura.